# Людовик I де Монпансьє
Людовик I де Монпансьє (фр. Louis I de Montpensier; 10 червня 1513 — 23 вересня 1582) — французький політичний та військовий діяч часів Італійських та Релігійних війн, 2-й герцог Монпансьє. Відомий також як Людовик III Бурбон-Вандом.

## Життєпис
Походив з молодшої лінії роду Бурбон. Син Людовика II де Бурбон-Вандома, принца Ла-Рош-сюр-Йона, та Луїзи де Бурбон (доньки графа Жильбера Бурбон-Монпансьє). Народився 1513 року в Мулені.
Замолоду долучився до французької армії. Перебував під орудою Анна де Монморансі. 1536 року брав участь в захисті Провансу від іспанського війська. Потім брав участь у битвах на межі з Нідерландами. 1538 року оженився з представницею роду Лонгві, що була небогою короля Франциска I. Невдовзі після цього графство Монпансьє, стало герцогством. Герцогинею стала мати Людовика, яка була сестрою Карла III де Бурбона. В свою чергу Людовик де Бурбон-Вандом став графом Форе і Боже.
1543 року отримав титул та володіння Овернського дофіна. Брав участь у подальших битвах Італійських війн в Лотарингії, Пікардії та Нідерландах. 1557 року під час битви Сен-Квентин потрапив у полон до іспанців. 1559 року після укладання мирного договору з Іспанією повернувся до Франції.
Під впливом дружини схилявся до переходу до кальвінізму. Водночас підтримував Катерину Медічі, яка після загибелі чоловіка короля Генріха II фактично перебрала управління королівством за молодого короля Франциска II. 1560 року Людовик де Монпансьє призначається генерал-лейтенантом провінцій Турень, Анжу і Мен. Крім того, йому було повернуто князівство Домб. 1561 року після смерті дружини перейшов у табір радикальних католиків. Того ж року після смерті матері успадкував герцогство Монпансьє. Активно придушував виступити кальвіністів (гугенотів). 1563 року відвоював в останніх Ангулем і Коньяк. 1569 року відзначився у битві біля Жарнаку. За це було призначено губернатором Бретані.
1570 року одружився з представницею роду Гіз. 1572 року підтримав Варфоломіївську різанину. 1575 року активно боровся з гугенотами в Пуату. Помер 1582 року в Шампіньї-сюр-Вед.

## Родина
1 Дружина — Жаклін, донька Жана IV де Лонгві, барона де Пан'ї.
Діти:
- Франциск (1542—1592), 3-й герцог Монпансьє
- Франсуаза (1539—1587), дружина Генріха Роберта де Ла Марка, 1-го князя Седану
- Анна (1540—1572), дружина Франциска II Клевського, герцога Неверського
- Жанна (1541—1572), абатиса монастиря в Жуаррі
- Луїза (1548—1586), абатиса монастиря в Фармуті
- Шарлотта (1547—1582), дружина Вільгельма I Оранського

2 Дружина — Катерина-Марія, донька герцога Франсуа де Гіза.
Діти: не було.